# Synchiropus signipinnis
Synchiropus signipinnis es una especie de peces de la familia Callionymidae en el orden de los Perciformes.

## Hábitat
Es un pez de mar y de aguas profundas hasta los 348 m de profundidad.

## Distribución geográfica
Se encuentra en el Pacífico occidental central: Islas Chesterfield.

## Observaciones
Es inofensivo para los humanos.